# Dyckia frigida
Dyckia frigida är en gräsväxtart som beskrevs av Joseph Dalton Hooker. Dyckia frigida ingår i släktet Dyckia och familjen Bromeliaceae. Inga underarter finns listade i Catalogue of Life.